# Alfonso Latorre Gómez
Alfonso Latorre Gómez (Arauca, 27 de septiembre de 1927 - Bogotá, 23 de marzo de 2022) fue un ingeniero y político colombiano, que se desempeñó como Intendente de Arauca y Senador de Colombia.

## Biografía
Nació en Arauca, capital de la Comisaría de Arauca, en septiembre de 1927, hijo de Silvia Gómez y de Julio Latorre, quien se desempeñó como cónsul en Venezuela. Estudió Ingeniería Civil en la Universidad Nacional de Colombia, en Bogotá.
Miembro del Partido Liberal, fue un influyente cacique político en Arauca y Meta durante la segunda mitad del siglo XX. Se desempeñó como Intendente de Arauca durante la presidencia de Alberto Lleras Camargo, además de ocupar en múltiples mandatos escaños tanto en el Senado de la República (A partir de las elecciones legislativas de 1974, como representante del llerismo) como en la Cámara de Representantes, en representación de Arauca.En la Cámara presidió la Comisión Cuarta, de presupuesto, en 1966.
Así mismo, también se desempeñó como Secretario de Tránsito de Bogotá, Gerente del Instituto Colombiano de Construcciones Escolares (ICCE) entre 1970 y 1972, durante la administración de Misael Pastrana, y Embajador de Colombia ante la UNESCO, en París. También fue fundador en 1960 de la emisora Meridiano 70 de Arauca.
Falleció en Bogotá el 23 de marzo de 2022. Casado con Gloria Uriza, tuvo tres hijos (Catalina, Juan Alfonso y María Cristina). Su hijo Juan Alfonso se desempeñó brevemente cómo director del Instituto Nacional de Vías durante el gobierno de Gustavo Petro.